# جمال دبوز
جمال دبوز (فرانسوی: Jamel Debbouze‎ متولد ۱۸ ژوئن ۱۹۷۵) بازیگر فرانسوی-مراکشی است.

## فیلم‌شناسی
آستریکس و اوبلیکس: مأموریت کلئوپاترا
سرنوشت شگفت‌انگیز املی پولن

آنژلا
آستریکس در بازی‌های المپیک